# モデルプレスカウントダウン
『モデルプレスカウントダウン』（英題：MODELPRESS COUNTDOWN、略称：mpcd）は、2021年11月26日からAbemaTVのABEMA SPECIAL2チャンネルで配信されていた情報バラエティ番組である。

## 概要
YouTube、TikTokにまつわる各種トレンドのランキングを発表していくカウントダウン番組。ABEMAでは金曜11時30分より週替わりのトレンドランキング上位30位が発表されるが、先行してモデルプレス公式YouTubeおよびTikTokではランキング上位10位のみが配信される（金曜19時頃配信）。各種のランキングはモデルプレスSNSを通した読者投票、一般モニターによる人気投票、モデルプレス編集部の有識者投票・審査に基づき、独自にポイント化して決定し配信している。
司会進行は西村歩乃果。メイン解説者としてひろゆきが毎週リモート出演する（W西村体制）。
番組自体は約30分であるがメインと言える前述のW西村体制のカウントダウンコーナーは正味17分ほどであり、後半は注目商品やイベントを伝えるミニコーナーとなっている。
2022年1月26日には公式本である『モデルプレスカウントダウンマガジン vol.1』を東京ニュース通信社から発売される。番組としては2023年3月28日をもって最終更新となった。雑誌としての『モデルプレスカウントダウンマガジン』はSNS発の著名人を取り上げる形で以降も刊行されている。

## 出演者
- MC：西村歩乃果（ラストアイドル）
- メイン解説者：ひろゆき

## コーナーレギュラー
- DJ社長（Repezen Foxx、2021年12月24日分より「今週のレぺゼン」担当）[1]
- 石田千穂（STU48、ミニコーナー担当）
- 信濃宙花（STU48、ミニコーナー担当）
- 西澤由夏（ABEMAアナウンサー、ミニコーナー担当）

## スタッフ
- 撮影協力：Greenspoon
- 企画・番組制作：モデルプレス